# Neuville-lès-This
Neuville-lès-This település Franciaországban, Ardennes megyében. Lakosainak száma 329 fő (2022. január 1.). Neuville-lès-This Clavy-Warby, Fagnon, Saint-Marcel, Thin-le-Moutier és This községekkel határos.

## Népesség
A település népességének változása:
| Lakosok száma | 256  | 301  | 343  | 388  | 368  | 376  | 376  | 373  | 359  | 329  |
|               | 1968 | 1982 | 1990 | 2006 | 2013 | 2015 | 2017 | 2019 | 2020 | 2022 |